# Idesbald Petwe Kapande
Idesbald Petwe Kapande est une personnalité politique de la République démocratique du Congo membre du PPRD.
Il a été maire de la ville de Likasi en 2005, mais il a été remplacé par Hélène Yav Nguz[Quand ?]. Idesbald Petwe Kapande a été élu en 2006 député national dans la circonscription de Likasi. Petwe kapande a de nouveau repris la place du maire de la ville de lakasi depuis 2016 jusqu'à nos jours il garde le même poste.